# Sterch-2
Sterch-2 (russisch Стерх für Nonnenkranich) ist ein Satellit des neuen russischen satellitenbasierten  Such- und Rettungssystems Sterch, das an die Stelle des früheren Nadeshda-Systems treten soll. Er wurde am 17. September 2009 von Baikonur aus mit einer Sojus-2-1b-Fregat gestartet.
Es ist Teil des internationalen satellitengestützten Such- und Rettungssystem COSPAS-SARSAT. Im Gegensatz zu Nadeshda enthält Sterch kein System für die Satellitennavigation, da dies durch das GLONASS-Satelliten übernommen wird und nur einen einzelnen SAR-Transponder. Die quaderförmigen Satelliten sind deswegen wesentlich kleiner und leichter als ihre Vorgänger und können als sekundäre Nutzlast mit anderen Satelliten gestartet werden.
Sterch ist etwa 170 kg schwer und wird durch Solarzellenausleger mit etwa drei Metern und 110 Watt Leistung mit Energie versorgt. Als Lebensdauer sind fünf Jahre geplant.
Der Vorgänger Sterch-1 wurde am 21. Juli 2009 an Bord einer Kosmos-3M-Trägerrakete zusammen mit einem Parus-Kommunikationssatelliten gestartet.